# Distretto di Shimotsuga
Il distretto di Shimotsuga (下都賀郡, Shimotsuga-gun?) è uno dei distretti della prefettura di Tochigi, in Giappone.
Attualmente fanno parte del distretto i comuni di Mibu e Nogi.
| Controllo di autorità | VIAF (EN) 251173768 · NDL (EN, JA) 00406048 |